# Woodsia pinnatifida
Woodsia pinnatifida är en hällebräkenväxtart som först beskrevs av Aleksandr Vasiljevitj Fomin, och fick sitt nu gällande namn av Shmakov. Woodsia pinnatifida ingår i släktet Woodsia och familjen Woodsiaceae. Inga underarter finns listade.